# 王彬 (晋朝)
王彬（278年—336年），字世儒，琅琊臨沂（今山東臨沂）人。晉朝官員，東晉初年權臣王敦和王導的堂弟，荊州刺史王廙的弟弟。父亲是王正，祖父是王览。长兄王曠。

## 生平
光熙元年（306年），光祿大夫傅祗開府，辟命王彬為掾。及後時為琅琊王的晉元帝司馬睿南鎮建康，王彬於是與其兄王廙一同南渡，任建武將軍、揚州刺史劉機的長史。及後獲司馬睿任命為鎮東賊曹參軍，後轉典兵參軍。永嘉五年（311年），司馬睿討伐不聽命令的江州刺史華軼，王彬因參與其中而封都亭侯。太興元年（318年）司馬睿即位為帝，王彬遷任侍中。
永昌元年（322年），王敦於江州舉兵攻向建康，發動王敦之亂。同年王敦因石頭城守將周札自開城門而佔領石頭城。晉元帝派兵進攻石頭城但失敗，王敦亦據兵石頭城而不入朝，元帝唯有脫下戎服，派王彬慰勞王敦以求和。
王敦以丞相總掌朝政後，因忌憚周顗和戴淵的名聲而將二人殺害。王彬因向來與周顗親近友善，因此首先去哭悼周顗，而且十分激動。王彬及後面見王敦，王敦見他容色悽慘而詢問何故，王彬回答因為哀悼周顗，悲慘不能自止。王敦聽後大怒，但王彬仍為周顗感傷，更聲淚俱下的數責王敦叛逆和殺害忠良，禍及門戶。王敦因此更加憤怒，聲言要殺死王彬，在座的王導亦為王彬擔心，勸王彬向王敦道歉。但王彬卻不肯，說：「我有腳疾以來，連見皇帝我都想不行拜禮，為甚麼要向王敦下跪！現在又有甚麼要道歉！」王敦於是說：「腳痛比得上頸痛嗎？」但面對王敦以殺他作脅逼，王彬仍意氣自若，毫無懼怕之色。
太寧元年（323年），晉元帝已死，已回武昌遙控朝廷的王敦亦打算再起兵推翻晉室，王彬苦諫但不果，王敦更面色大變，以眼神示意左右收捕王彬，王彬仍不害怕，更嚴正地說：「你當年殺害（堂）兄長，現在又要殺（堂）弟弟了嗎？」王敦因王彬是親人而再作容忍。後王彬調作豫章太守。同年十一月，王彬改任前將軍、江州刺史。
次年，王敦病死，沈充、錢鳳等人皆兵敗被殺，王含和王應父子兵敗逃亡，遭朝廷軍隊追捕。王含打算投靠荊州刺史王舒，但王應則勸王含投奔王彬。王含認為王彬於王敦舉兵以後二人多次意見相左，關係不佳，不能依靠。但王應認為這才是應投奔王彬的原因，因為王彬在王敦得志強盛之時仍能作異見，不是常人能做到，在看到他們衰敗遇險時必會有憐憫惻隱之心而加以協助；至於王舒遵從法度，不會因他們而例外，但王含不聽。而王彬聽聞二人將來，暗中準備船隻迎接，但王含決意到荊州投奔王舒，最終父子二人都被王舒推入長江殺害。王彬知道後感到十分遺憾。
王彬及後先後任光祿勳和度支尚書。咸和四年（329年）蘇峻之亂被平定後，因宮殿在戰亂中被毀而以王彬為將作大匠，負責改築新宮。後遷尚書右僕射。咸康二年（336年）二月，王彬在任內逝世，享年五十九歲。朝廷追贈特進、衞將軍，加散騎常侍。諡號為肅。

## 性格特徵
- 王彬樸素方直，沒特別的嗜好，雖然顯貴，但日常生活都是穿布衣，吃蔬菜，並不奢華。

## 家庭
1960年代在南京市幕府山西南象山，发现王彬家族墓地。2006年，以“象山王氏家族墓地”之名列入第六批全国重点文物保护单位。
- 妻子
- 继室夫人夏金虎（308年-392年），年八十五，太元十七年正月廿二亡。

- 子女
- 王彭之，嗣子，字安寿，小字虎屯，東晉黃門郎。[2]
- 王丹虎（302年-359年），王彬长女。
- 王彪之（305年-377年），王彬第三子，字叔虎，小字虎犊，知名，東晉尚書令。
- 王興之（310年-340年），王彬子，東晉征西行參軍。[3]
- 夏金虎所生子女：
- 王仚之，卫军参军。妻彭城曹秀姜。
- 王翁爱，嫁少府卿丁蔓之子淯阳丁引。
- 王隆爱，嫁太常卿冯怀之子长乐冯循。